# 諸古村
諸古村（もろこむら）は、かつて愛知県海東郡にあった村。
現在の愛西市の一部（諸桑町）と津島市の一部（古川・古川町など）に該当する。
村名は、前身となった村の名から一文字ずつとった、合成地名である。

## 歴史
- 1878年（明治11年） - 諸桑村に日光新田の一部[注 1][注 2]が編入される。
- 1889年（明治22年）10月1日 - 諸桑村の大部分[注 3]と古川村が合併し、諸古村が発足。
- 1906年（明治39年）7月1日 - 勝幡村、藤浪村、川淵村、草場村と合併し、佐織村が発足。同日諸古村は廃止。
- 1925年（大正14年）4月1日 - 佐織村の一部（旧・諸古村の古川地区）が津島町に編入される。

## 教育
諸古尋常小学校（現・愛西市立北河田小学校の前身校のひとつ）